# Herbier de l'université de Moscou

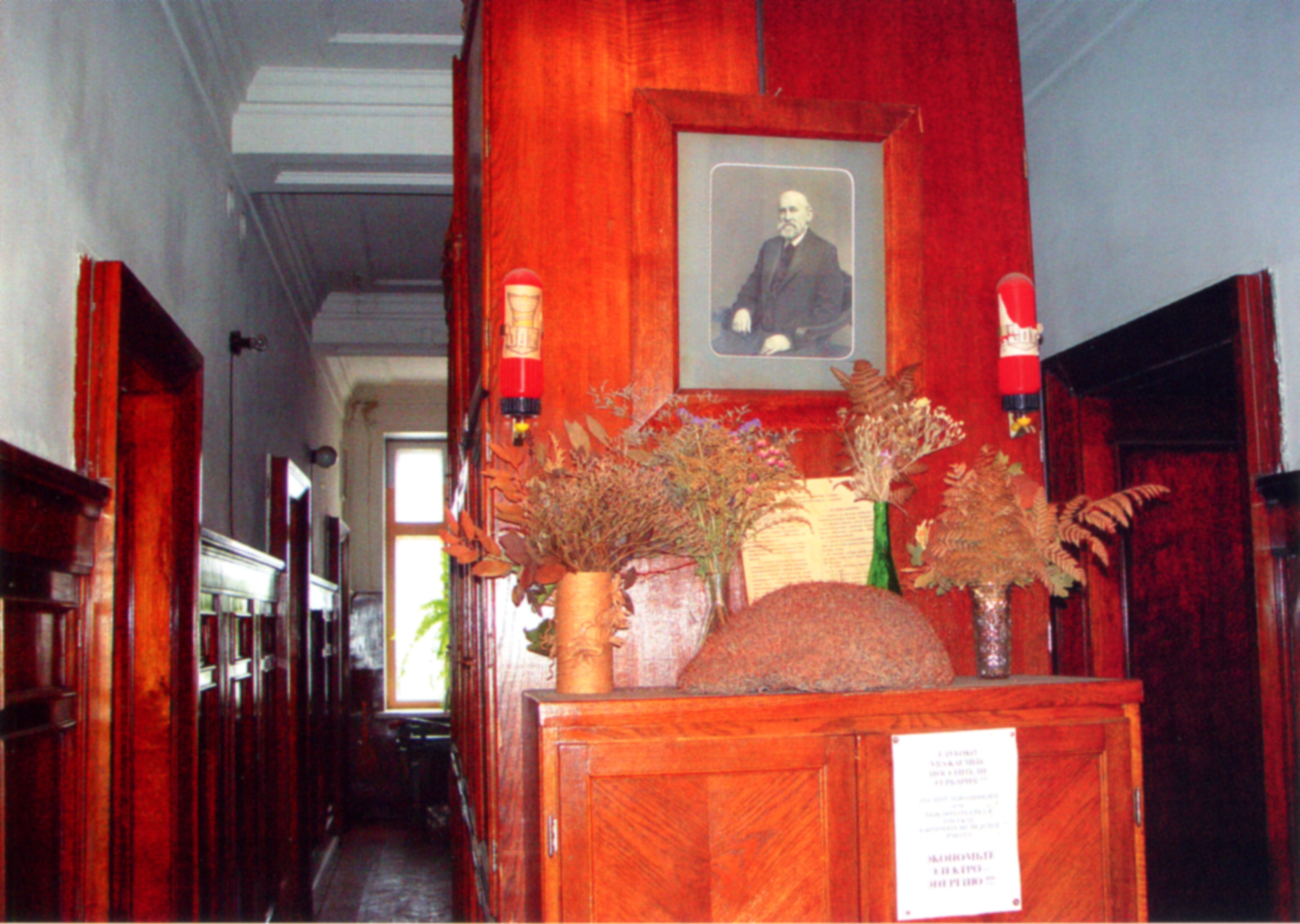
Salle de l'herbier

L'herbier de l'université de Moscou (Герба́рий Моско́вского университе́та), ou herbier Syreïchtchikov, est l'herbier le plus ancien de Russie et le deuxième par ordre de grandeur. Il date de 1765 environ. Il dépend de la structure de la chaire de géobotanique de la faculté de biologie de l'université de Moscou.
En décembre 2010, il comprenait 924 030 spécimens. Chaque année une dizaine de milliers de spécimens viennent l'enrichir. Son sigle international est MW. Il représente surtout la flore de la Russie de la zone moyenne et d'autres régions de Russie, du Caucase, de Crimée, d'Asie centrale, du Kazakhstan et de Mongolie. Les collections historiques de Georg Franz Hoffmann, de Jakob Friedrich Ehrhart, de Carl Bernhard von Trinius, de Johann Reinhold Forster et de son fils Georg Forster sont conservées à part. On distingue également les collections de Grigori Karéline, de Christian von Steven, de Turczaninow, de Kauffmann, ainsi que des collections en lien avec celle de Carl von Linné.
L'herbier reçoit environ trois cents visiteurs par an. Il est dirigé par le professeur Vadim Nikolaïevitch Pavlov, docteur ès sciences biologiques, qui est à la tête de sept collaborateurs.

## Historique

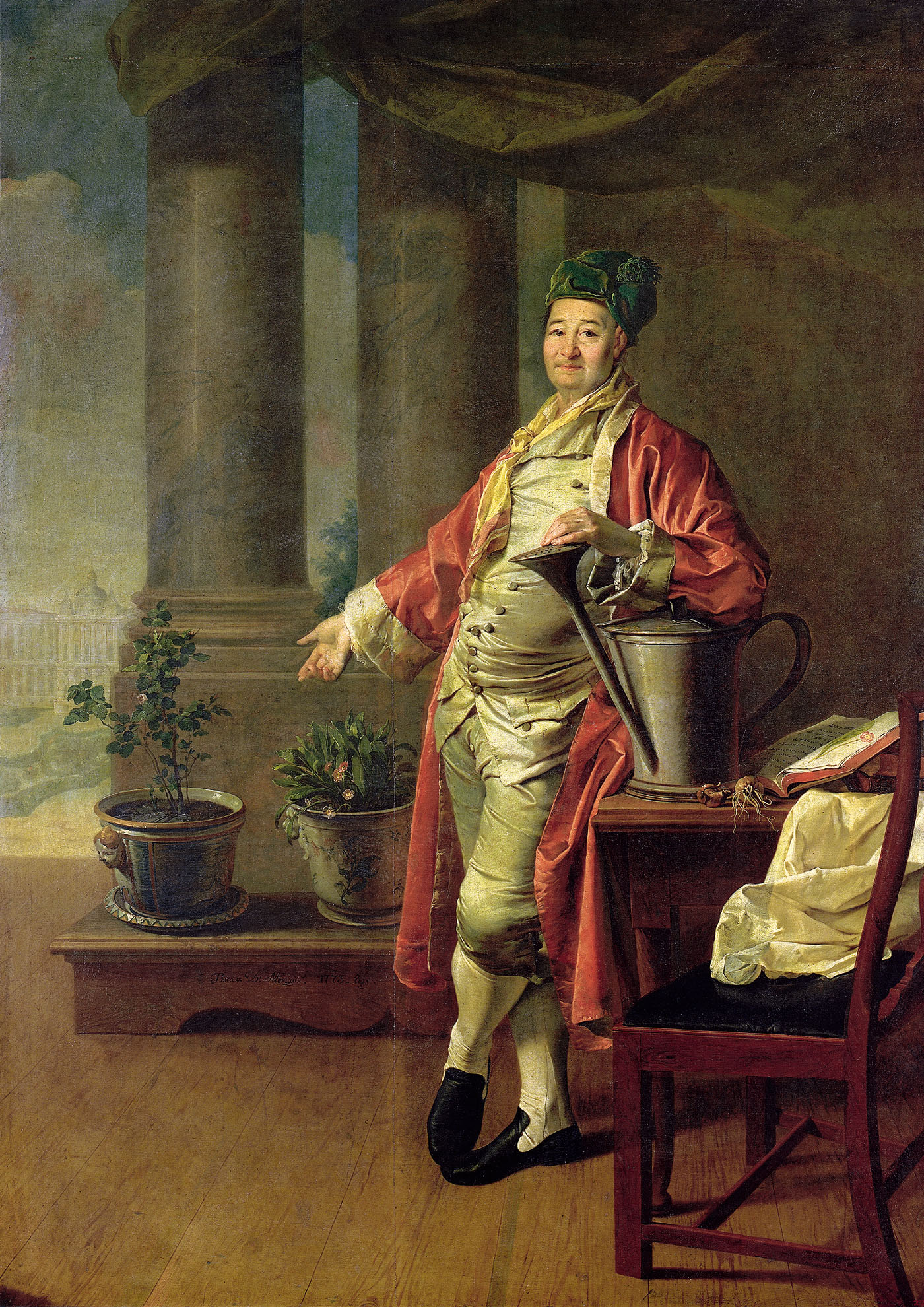
Portrait de Procope Demidoff par Levitski

### Les débuts
L'enseignement de la botanique commence peu après l'ouverture de l'université de Moscou. C'est en 1758, trois ans après, qu'arrive de Leipzig Johann Christian Kerstens (1713-1802) qui inaugure des cours de botanique médicale à l'université pour les étudiants de médecine. On peut supposer qu'il existe alors une sorte d'herbier. Le botaniste Piotr Beniaminov (1733-1775) inaugure quant à lui en 1765-1766 un « cours de philosophie botanique avec une herborisation en période estivale ». Matveï Afonine (1739-1810), qui est le premier en Russie à enseigner l'histoire naturelle, donne de 1770 à 1777 un cours sur « la terminologie botanique d'après Linnaeus ». Afonine était également un spécialiste de géologie, d'agronomie et de zoologie. Après lui d'autres botanistes enseignent à l'université, comme Ivan Sibirski (1745-1783), Feodossi Kourika (1755-1785) ou Fiodor Politkovski (1753-1809) et enfin Pierre Godi en 1788-1789. L'herborisation et la collecte de plantes faisaient partie de l'enseignement. Une chaire d'histoire naturelle est ouverte dans les années 1790 à la faculté de philosophie et non plus à la faculté de médecine. La botanique y est alors enseignée en langue russe. L'herbier est constitué d'abord de plantes des environs de Moscou, puis enrichi grâce à différents jardins botaniques avec un certain nombre de plantes d'ailleurs. Procope Demidoff est l'un des premiers à collecter des plantes de son jardin botanique situé au bord de la Moskova. Sa collection comportait environ cinq mille espèces et quatre mille feuillets. Peter Simon Pallas en publie le catalogue en 1781. Sa veuve en fait don à l'université de Moscou en 1789, puis son neveu, Paul Demidoff, fait don en 1802 de la collection du cabinet d'histoire naturelle de son père.
L'enseignement de la botanique se développe à tel point au début du XIXe siècle que la botanique est rattachée en 1804 à la nouvelle faculté de physique et de mathématiques qui regroupe toutes les autres chaires d'histoire naturelle. Georg Franz Hoffmann, professeur de l'université de Göttingen en dirige la chaire. Il y apporte son propre herbier qu'il complète au cours des années, surtout grâce à des échanges. Il en publie le catalogue peu de temps avant sa mort. En plus de son herbier, il possédait l'herbier extrêmement riche de Jakob Friedrich Ehrhart, élève de Linné dont il publie également le catalogue. Il apporte aussi à Moscou celui de Johann Reinhold Forster et de son fils Georg Forster, peu important en quantité, mais important en ce qu'il contient des specimina aullientica. Ces herbiers sont toujours conservés à l'université. Cependant certains autres herbiers historiques ont été détruits pendant l'incendie de Moscou de 1812. Ceux des Demidoff ont subi d'importants dommages. C'est à Karl Ludwig Goldbach (1793-1824), élève d'Hoffmann, qu'il appartient de reconstituer les collections, grâce aux apports d'autres botanistes. Il laisse ainsi près de dix mille feuillets. Ils ne sont pas tous étudiés encore. Un autre élève d'Hoffmann, Mikhaïl Maximovitch (1804-1873), laisse un herbier de plantes du gouvernement de Moscou en 1824-1825 qui comporte 926 espèces. Un grand nombre de feuillets à cette époque sont issus du parc de Gorenki (Hortus Gorikensis, avec la mention Hort. Gor.), domaine appartenant au comte Razoumovsky, premier  président de la Société impériale des naturalistes de Moscou. À la mort d'Hoffmann en 1826, l'herbier comportait 20 800 feuillets

### LeXIXesiècle

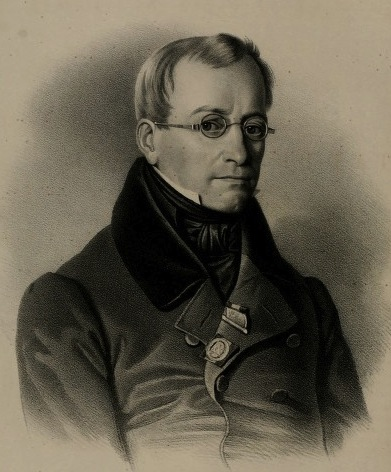
Portrait de Carl Bernhard von Trinius (1778-1844)

La deuxième étape de l'expansion de l'herbier se situe de la mort d'Hoffmann (1826) à l'arrivée en 1873 à la chaire de botanique de l'université de Moscou d'Ivan Gorojankine, période caractérisée par un fort développement de la recherche floristique et par de nombreuses publications. Mikhaïl Maximovitch, qui succède à Ivan Dvigoubski (1771-1840) en 1833-1834, apporte des plantes du Caucase, avant de s'en aller à l'université de Kiev. Alexandre Fischer von Waldheim dirige la chaire de botanique et l'herbier à partir de 1836. Il est également doyen de la faculté de physique et de mathématiques dont dépend la chaire de 1850 à 1854 et de 1859 à 1860. C'est grâce à lui que sont organisés et formalisés les échanges et les achats de collections pour l'herbier. L'arrivée de Nikolaï Kauffmann en 1861 marque une étape dans l'organisation et la classification de l'herbier. Il lègue son propre herbier à sa mort à l'université de Moscou qui constitue encore aujourd'hui une collection remarquable de plantes d'Europe orientale. Son successeur et disciple, Ivan Tchistiakov (1843-1877), poursuit son œuvre.
Ensuite Ivan Gorojankine dirige l'herbier (et le jardin botanique) s'intéressant particulièrement à la morphologie végétale. Il dirige aussi l'herbier de la Société impériale des naturalistes de Moscou à partir de 1877. Il fait publier un catalogue des deux herbiers en réorganisant les fonds et fait construire un laboratoire pour les y accueillir en 1883. Ainsi, les deux herbiers sont désormais réunis. La collection de Carl Bernhard von Trinius est étiquetée et référencée dans un catalogue qui fait date. En 1889, l'herbier contient 60 à 65 000 feuillets. On peut distinguer des collections recueillies par Grigori Karéline et Ivan Kirikov concernant la Dzoungarie et l'Altaï, celle d'Alexander von Schrenk concernant ces mêmes régions en plus de la Sibérie, celle de Karéline concernant la Perse et le Turkestan, celle de Pierre Edmond Boissier concernant l'Asie mineure, la Grèce et l'Espagne, celle de Hausknecht concernant la Perse, etc. De plus, des dons et des legs proviennent de la part de George Bentham (1800-1884) concernant l'Amérique, l'Afrique et l'Australie, et des spécimens de la flore de tout l'Empire russe proviennent des expéditions de Johannes Michael Friedrich Adams, de Christian von Steven, d'Eversmann, de F. Hohenhacker, de Turczaninow, etc. En tout ce sont plus de soixante-dix collections.
Sous Gorojankine, l'étude de la floristique prend un essor significatif, particulièrement en ce qui concerne la flore de la Russie moyenne, dont celle du bassin de l'Oka et de l'ouest du gouvernement de Penza. C'est à cette époque que sont étudiées les collections de Vassili Zinger et de Dmitri Litvinov (provenant de la région de Tambov) parmi d'autres. Le professeur Milioutine (1864-1915) poursuit l'action de classification du professeur Gorojankine après 1888 et de 1905 à 1913, le professeur Lev Kretchetovitch (1878-1956). Ce dernier reçoit nombre de excicats d'Autriche-Hongrie et d'Italie.

### À l'époque de D. P. Syreïchtchikov
C'est en 1918 qu'est appelé comme conservateur Dmitri Petrovitch Syreïchtchikov (1868-1932), sous la recommandation du professeur Mikhaïl Golenkine. Syreïchtchikov est spécialiste de la flore de Russie moyenne et l'auteur d'un ouvrage en quatre tomes intitulé La Flore illustrée du gouvernement de Moscou («Иллюстрированная флора Московской губернии») paru en 1906. Il réorganise l'herbier selon la classification d'Engler (avec des nombres de Dalla Torre et de Harms). Il classe au début les excicats de la flore austro-hongroise, italienne et russe, colle l'herbier sur des feuillets de papier reprenant le nom et la description du spécimen étudié avec le nom des auteurs des taxons sur la couverture. Ensuite, il classe la flore de Russie moyenne selon ses gouvernements (équivalant plus ou moins à des provinces).

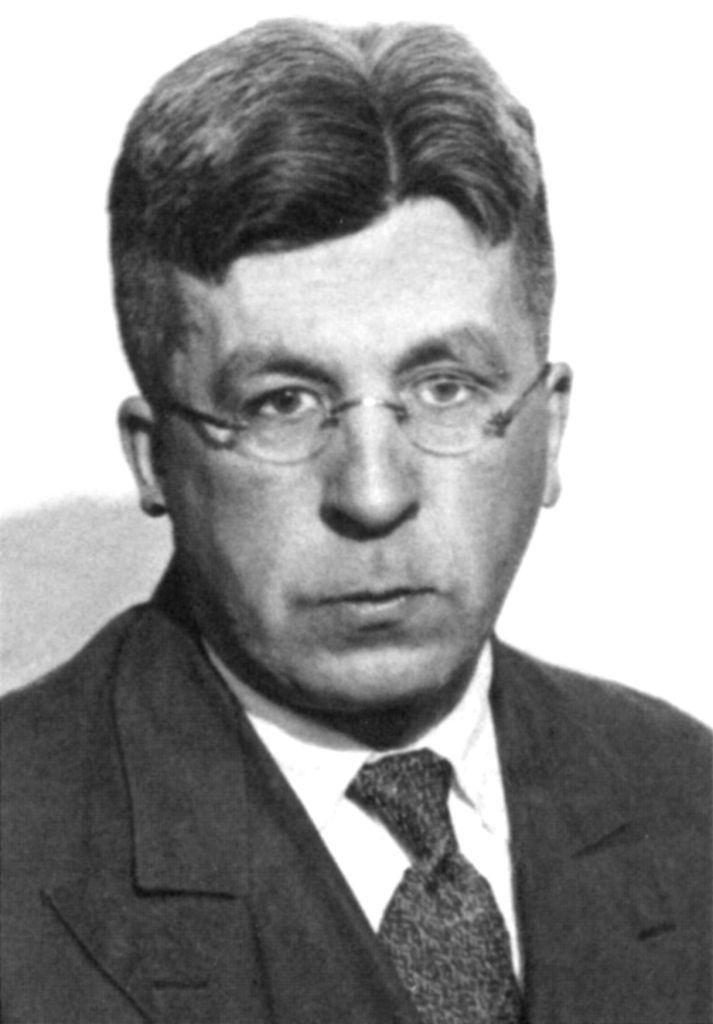
Photographie du professeur Smirnov

En 1923, grâce à l'énergie du professeur Lev Koursanov, l'herbier de l'université de Moscou déménage du jardin botanique à un emplacement situé au rez-de-chaussée du nouveau bâtiment de l'université de Moscou consacré à la botanique qui se trouve rue Bolchaïa Nikitskaïa. Il comprend trois salles principales et une partie du corridor. Syreïchtchikov s'y consacre jusqu'à la fin de ses jours, tout en continuant à herboriser inlassablement dans la région. Il fait don aussi de nombreux ouvrages sur la botanique et rassemble des illustrations de plantes issues de près de cinquante mille recueils ou livres classées également selon le système d'Engler. À cette époque, l'herbier comporte environ deux cent mille feuillets.
Le professeur Pavel Smirnov lui succède après sa mort, de 1933 à 1935. Il recueille quarante mille nouveaux feuillets et organise l'herbier en différentes sections: celle de Russie européenne, celle de Crimée et du Caucase, celle de Sibérie et celle de Mongolie et de l'Extrême-Orient russe.

### Après 1935
Au début de l'année 1935, l'herbier de l'université de Moscou est ôté de la chaire de géobotanique et inclus à l'institut de recherche scientifique de botanique de l'université de Moscou, inauguré en 1922. Il en forme une section fonctionnant de manière autonome. Il est dirigé par un directeur avec deux assistants, deux préparateurs et un laborantin. Une dizaine de préparateurs viennent également y travailler pendant la belle saison. Mikhaïl Nazarov se consacre à partir de 1935 à la conservation et à la classification, incluant une trentaine de milliers de feuillets de spécimens provenant surtout d'Asie moyenne, du Kazakhstan et de Transcaucasie. Il met aussi en œuvre un fond dupliqué pour les échanges. Après la mort en 1942 de Nazarov, l'herbier demeure au moins jusqu'en 1953 sans modification, ni travaux importants.

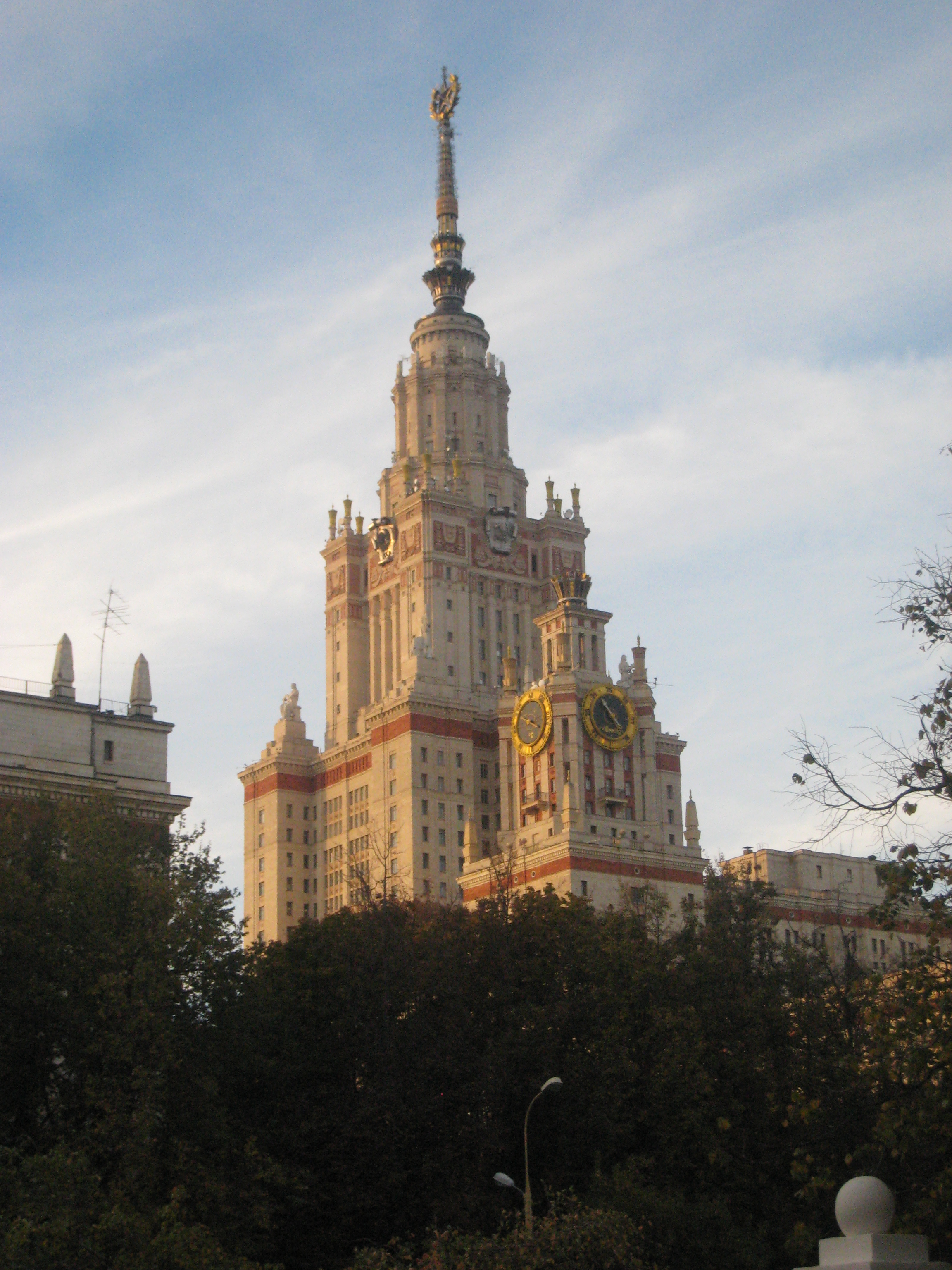
Vue de l'université de Moscou

Il déménage en 1953 dans les nouveaux bâtiments de la faculté de biologie de l'université située en haut des monts Lénine (redevenus aujourd'hui les monts des Moineaux) surplombant Moscou. Il est dirigé par Mikhaïl Nikolaïevitch Karavaïev, jusqu'en 1963, puis par Vadim Nikolaïevitch Pavlov. L'herbier, intitulé désormais « Herbier Syreïchtchikov » en l'honneur de son ancien directeur, occupe deux salles de 360 m2 dans des armoires de chêne. Ses feuillets sont alors reformatés (opération qui a duré trois ans).

### Aujourd'hui
Depuis trente ans, l'herbier a connu les révolutions technologiques survenues partout ailleurs. il est désormais classé selon une base de données numérisée selon l'index et la nomenclature internationale. Des études scientifiques sont publiées régulièrement le concernant. Ainsi les études des soixante-trois feuillets de la collection liée à Carl von Linné sont publiées dans les années 1980, puis mis sur CD-Rom dans le cadre du «Linnaean Plant Name Typification Project» (1992). Des recensions paraissent ensuite dans différentes revues botaniques scientifiques, telles que Taxon, Feddes Repertorium, Huntia, OPTIMA Newsletter, Botanical Electronic News, etc.
De même des études et des descriptions de plantes allientica sont publiées. Ainsi en 2003, ce sont 4 001 feuillets qui sont étudiés, consistant donc un catalogue de 2 793 espèces documentées se rattachant à 730 genres et 130 familles.
Les collections historiques de l'herbier (Hoffmann, Erhardt, Trinius Forster père et fils) ont été mises sur microfiches entre 2001 et 2004 par IDC-Publishers. Il a été procédé en même temps à un réinventaire, à la correction d'erreurs et à la publication de nouveaux catalogues.
La base de données numérique de l'herbier consiste en 2005 en 731 399 feuillets concernant 33 796 espèces, 4 890 genres et 364 familles sur un total de 830 000 spécimens. Cette base numérisée est sans cesse réactualisée.

## Informations
L'herbier est ouvert pour les botanistes professionnels, menant des travaux de recherche, du lundi au vendredi de 9 heures à 17 heures. Des visites commentées sur rendez-vous sont possibles pour les non-botanistes.